# Olio di tung
L'olio di tung (detto anche olio di legno di Cina) è il nome commerciale dell'olio estratto dai semi di Aleurites fordii o Vernicia fordii o Aleurites cordata.
È un olio siccativo con tempi di polimerizzazione estremamente brevi.
Da solo o in miscela con oli meno siccativi storicamente nell'antica Cina è stato utilizzato per impermeabilizzare gli ombrelli di carta o il fasciame delle barche. In Occidente ha avuto un importante utilizzo per la protezione degli strumenti musicali in legno e nelle tecniche di restauro.
Ha la caratteristica, se esposto all'aria, di polimerizzare completamente, creando quando è applicato in strato sottile una particolare pellicola rugosa o satinata.
Riscaldato sopra i 230 °C forma uno standolio più viscoso.

## Composizione
In tutti gli oli vegetali la composizione può variare in funzione della cultivar, delle condizioni ambientali, della raccolta e della lavorazione. 
L'olio di tung è composto prevalentemente da trigliceridi con la seguente distribuzione tipica di acidi grassi:
| acido grasso         | notazione Delta | concentrazione (%) |
| -------------------- | --------------- | ------------------ |
| acido palmitico      | 16:0            | 2,6                |
| acido stearico       | 18:0            | 4,8                |
| acido oleico         | 18:1Δ9c         | 6,6                |
| acido linoleico      | 18:2Δ9c,12c     | 7,1                |
| acido α-linolenico   | 18:3Δ9c,12c,15c | 0,1                |
| acido α-eleostearico | 18:3Δ9c,11t,13t | 67,7               |
| acido β-eleostearico | 18:3Δ9t,11t,13t | 11,3               |
| acido gadoleico      | 20:1Δ11c        | 0,2                |

Si tratta di uno degli oli vegetali con la più alta concentrazione di acidi grassi coniugati, dove il tenore dei diversi isomeri dell'acido eleostearico può superare il 90%.
L'alta concentrazione e vicinanza spaziale dei doppi legami comporta che l'olio di tung sia particolarmente suscettibile all'ossidazione e alla polimerizzazione.